# Luka Mislej

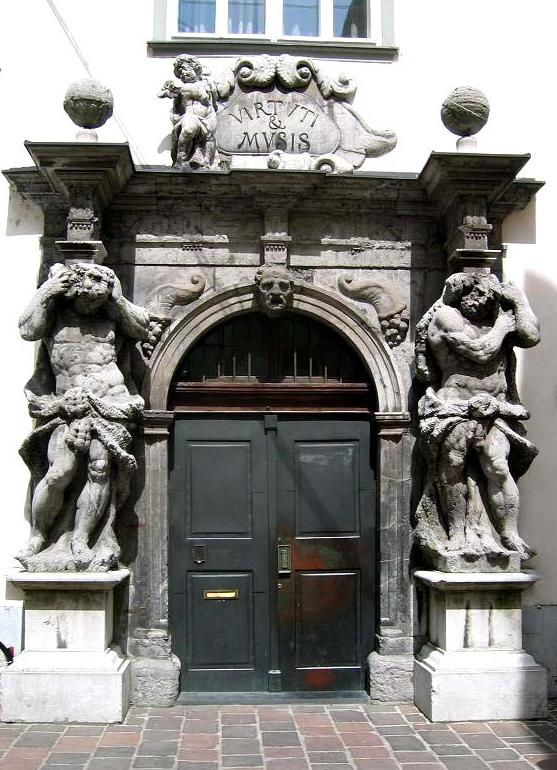
Portale del Seminario di Lubiana

Luka Mislej (Vipacco, 16 ottobre 1670 – Škofja Loka, 5 ottobre 1727) è stato un artista sloveno.

## Biografia
La prima sua traccia a Lubiana si ha l'11 gennaio 1694, quando sposò una certa Magdalena Schefertnizin. 
Nei 10 anni successivi riuscì a guadagnare così tanto da comprare una casa.
Nel 1722 lo scultore italiano Francesco Robba, che dopo la sua morte ne avrebbe rilevato lo studio, sposò sua figlia Theresa.

## Opere
I primi lavori di cui si hanno notizia furono le riparazioni fatte per conto dei Gesuiti alla chiesa di San Giacomo nella località di Pod Turnom tra il 1701 e il 1703.
Nel 1710 lavorò alla chiesa dei francescani a Novo Mesto.
Mislej era il proprietario di un grande laboratorio che ebbe numerose commesse per la decorazione di tante chiese in Carniola e Stiria e collaborava spesso con scultori, principalmente veneziani, tra i quali Angelo De Putti, Giacomo Contiero e il già citato Francesco Robba.
Tra le sue opere sono il portale monumentale del Seminario di Lubiana (1714), con le statue di Angelo De Putti, l'altare della cappella del castello di Brežice (1718) e l'altare maggiore della chiesa collegiata di Fiume.